# Список самых высоких зданий Харькова
В список самых высоких зданий Харькова включены здания высотой более 60 метров.
Под зданиями здесь понимаются постройки, разделённые с регулярными интервалами на уровни и предназначенные для жилья или пребывания людей (водонапорные башни, мачты, трубы и прочие технические постройки в эту категорию не попадают). Если в названии здания имеется слово «башня», то оно используется в переносном смысле.

## Построенные и достраивающиеся здания
- В список включаются построенные и достраивающиеся здания, достигшие своей максимальной проектной высоты. Знак равенства (=) после номера здания в рейтинге свидетельствует о том, что аналогичную высоту имеет ещё как минимум одно здание. Цветом в таблице выделены ещё не сданные здания.
- Для всех зданий или сооружений высота указывается с учётом всех неотъемлемых структурных элементов здания (кроме антенн). В конце списка приведены здания, общая высота которых неизвестна, но тем не менее, в силу имеющихся данных (этажность, высота потолка и т.д.), явно превышает 60 метров.

| Место | Название строения                                                              | Фото | Высота (в метрах) | Этажность | Год постройки                | Адрес                                              | Примечания |
| ----- | ------------------------------------------------------------------------------ | ---- | ----------------- | --------- | ---------------------------- | -------------------------------------------------- | --- |
| 1     | Госпром                                                                        |      | 108,0             | 13        | 1926–1928                    |                                                    | Высота здания Госпрома 63 м. Вместе с первой телевышкой, установленной в 1955 году, составляет 108 метров.                                                         |
| 2     | ЖК «Монте-Плаза» 2                                                             |      | н/д(≈103)         | 27        | 2006–2011                    | просп. Науки, 45/1                                 | 17 августа 2011 года сдан и введён в эксплуатацию |
| 3=    | ЖК «Монте-Плаза» 3                                                             |      | н/д(≈101)         | 27        | 2006–2011                    | просп. Науки, 45/1                                 | |
| 3=    | ЖК «Монте-Плаза» 1                                                             |      | н/д(≈101)         | 27        | 2006–2011                    | просп. Науки, 45/1                                 | |
| 5     | ЖК «Светлый дом»                                                               |      | н/д(≈98)          | 27        | 2005–2008                    | просп. Науки, 45                                   | |
| 6=    | ЖК «Мир»                                                                       |      | н/д(≈92)          | 25        | 2003–2009                    | пер.Отакара Яроша, 16                              | |
| 6=    | ЖК «Пионер»                                                                    |      | н/д(≈92)          | 25        | 2006                         | ул. Тринклера, 9                                   | |
| 8     | ТРЦ «Ковчег»                                                                   |      | 89,6              | 24        | 2005–2008                    | на пересечении улицы Клочковской и Космической     | Здание будет сдано в эксплуатацию в 1 квартале 2013 года |
| 9     | ЖК «Ультра»                                                                    |      | н/д(≈89)          | 25        | 2005–2009                    | пер. Отакара Яроша                                 | |
| 10    | ЖК «Адмирал»                                                                   |      | н/д(≈89,0)        | 24        | Сдан в 2009 году             | ул. Клочковская, 258                               | Высота потолка — 3 м. |
| 11    | Александровская колокольня Успенского собора                                   |      | 88,9              | 5         | 1821–1844                    | ул. Университетская, 11                            | До начала XXI века являлась высочайшим каменным зданием в городе.                                                                                                  |
| 12    | ЖК «Эдельвейс»                                                                 |      | н/д(≈88)          | 23        | Сдан в декабре 2010 года     | ул. Олимпийская, 10Б                               | Высота потолка — 3 м,. |
| 13    | ЖК «Победа»                                                                    |      | 87,3              | 23        | срок сдачи — 2013 год        | угол пр. Победы и пр. Людвика Свободы              | |
| 14    | ЖК «Триумф»                                                                    |      | н/д(≈85)          | 24        | 2007–2009                    | на пересечении проспекта Ленина и улицы 23 Августа | |
| 15    | ЖК «Парус»                                                                     |      | 83,2              | 25        | 2005–2008                    | ул. Академика Барабашова, 36-А                     | |
| 16    | ЖК «Олимп»                                                                     |      | 83,0              | 26        | 2003–2005                    | ул. Культуры, 20-В                                 | Первое 25-этажное здание в Харькове, построенное по технологии монолитно-каркасного строительства. Проект реализован девелоперской компанией «Авантаж» в 2005 году |
| 17    | Благовещенский собор                                                           |      | 80,0              | 3         | 1888–1901                    | ул. Рождественская, 12                             | |
| 18    | ЖК «Павлово Поле»                                                              |      | н/д(≈77)          | 20        | 2007                         | на пересечении проспекта Науки и улицы 23 Августа  | |
| 19=   | дом № 1 ЖК «Авантаж»                                                           |      | 76,7              | 23        | 2006–2008                    | ул. Культуры, 22-б                                 | |
| 19=   | дом № 2 ЖК «Авантаж»                                                           |      | 76,7              | 22        | 2006 – 4-й квартал 2012 года | ул. Культуры, 22-б, корпус 3,4                     | |
| 21    | ЖК «Солярис»                                                                   |      | н/д(≈71)          | 20        | 2006–2009                    | ул. Отакара Яроша, 18                              | |
| 22    | Институт проблем машиностроения                                                |      | -                 | 16        |                              | ул. Пожарского, 2/10                               | |
| 22    | 24-этажное здание на Салтовке                                                  |      | 69,5              | 24        | 1979                         | ул. Познанская, 2                                  | |
| 24    | ЖК «Дом на Набережной»                                                         |      | н/д(≈68)          | 20        | 2007–2009                    | 1-й Банный переулок                                | |
| 25    | ЖК «Зелёная шапочка»                                                           |      | н/д(≈67)          | 16        | 2005–2007                    | ул. Академика Павлова, 144                         | |
| 26    | Харьковский национальный университет                                           |      | 66,0              | 14        | 1932                         | пл. Свободы, 4                                     | |
| 27=   | Национальный технический университет «ХПИ», учебный аудиторный корпус №1 «У-1» |      | 65                | 14        | 1974                         | ул.Багалия, 21                                     | |
| 27=   | «Дом со шпилем»                                                                |      | н/д(≈65)          | 12        | 1950–1967                    | Армянский переулок, 1/3                            | |
| 29    | Жилой комплекс по улице Отакара Яроша, 22                                      |      | н/д(≈63)          | 17        | 2004–2005                    | ул. Отакара Яроша, 22                              | |
| 30    | Жилой комплекс по улице Академика Ляпунова, 18                                 |      | н/д(≈60)          | 17        | 2005–2006                    | ул. Академика Ляпунова, 18                         | |
| 31    | ЖК «Победа»                                                                    |      | н/д               | 23        | Сдан в 2013 году             | пр. Победы, 61А                                    | Высота потолка — 3 м. |
| 32    | ЖК «Светлый дом»                                                               |      | н/д               | 23        | Сдан в 2013 году             | пр. Науки, 45Б                                     | Высота потолка — 3 м. |